# ارگ نوشیجان
ارگ نوشیجان مربوط به دوره مادها - دوره هخامنشی - دوره ساسانیان است و در شهرستان ملایر، روستای شوشاب واقع شده و این اثر در تاریخ ۳ بهمن ۱۳۴۶ با شمارهٔ ثبت ۷۶۳ به‌عنوان یکی از آثار ملی ایران به ثبت رسیده است.
ارگ نوشیجان که در ۱۶ کیلومتری شهر ملایر قرار گرفته است، بر بلندای تپه‌ای ساخته شده که از دور، توجه هر بیننده‌ای را به سمت خود جذب می‌کند. در ارگ نوشیجان در سال‌های گذشته، حریم مجموعه و ایجاد کمپینگ و تجهیزات گردشگری ساخته شده است. یکی از مهم‌ترین ویژگی‌های این ارگ، دست‌نخوردگی و عدم بازسازی آن بوده، که سبب دست نخوردن این اثر تاریخی بزرگ در دوره مادها شده است.

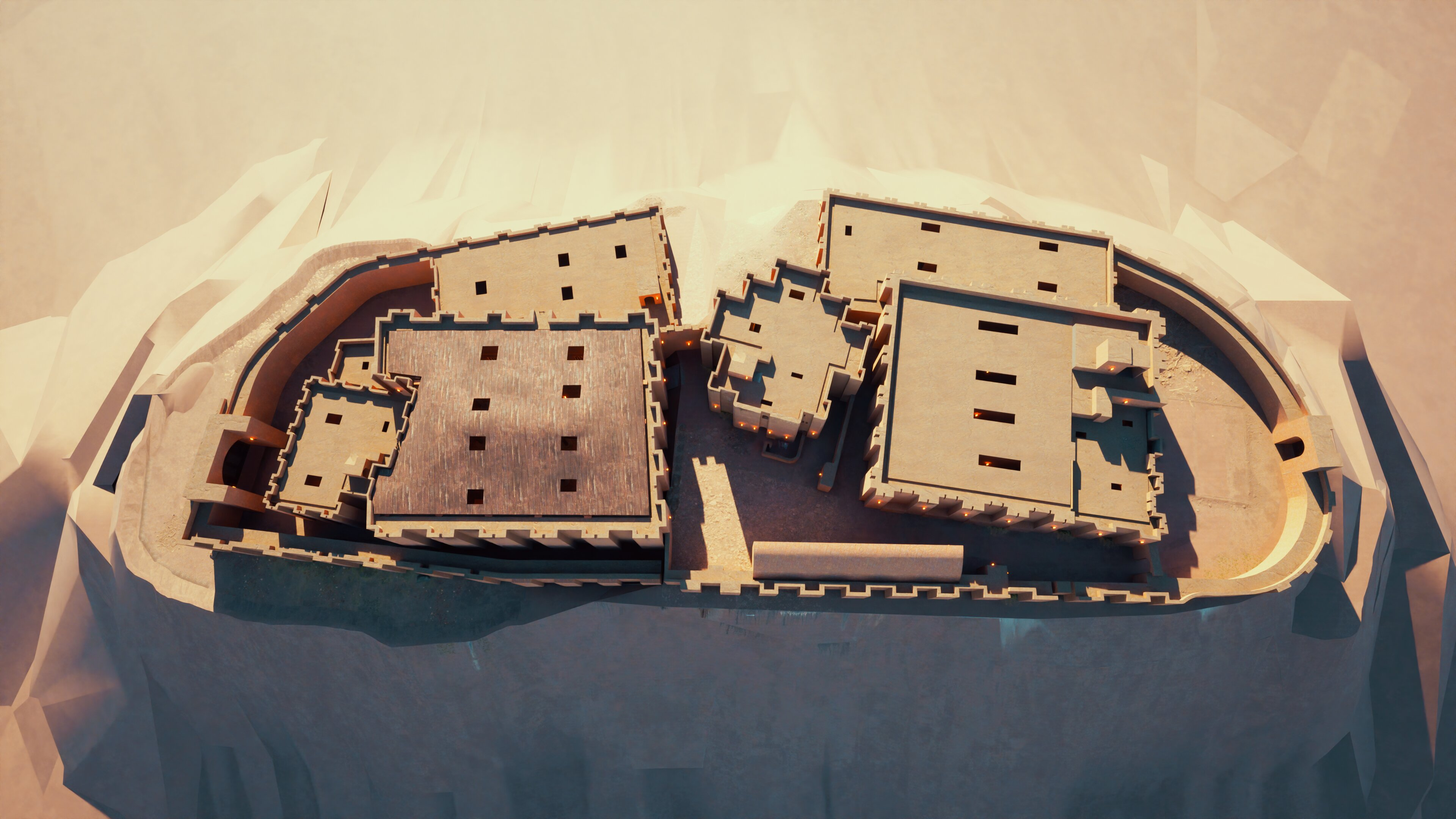

ارگ نوشیجان یکی از آثار تاریخی ارزشمند باستانی است که با ارتفاع ۴۰ متری روی یک تپه قرار گرفته است. نوشیجان در لغت احتمالاً به معنی جایگاه نوش یا جایگاه انوش بوده است. نوش یا انوش ظاهراً نام خانمی است که بر این منطقه حکمرانی می‌کرده است. تپه نوشیجان در سال ۱۳۴۳ خورشیدی مورد شناسایی قرار گرفت و در سال‌های ۱۳۴۶ تا ۱۳۵۶ طی ۶ فصل باستان‌شناسی توسط مؤسسهٔ ایران‌شناسی بریتانیا به سرپرستی دیوید استروناخ عملیات کاوش و مرمت در تپه انجام گرفت. دستاورد فعالیت‌های این هیئت، شناسایی سه دوره معماری باستانی متعلق به دوران مادها، هخامنشیان و اشکانیان است.

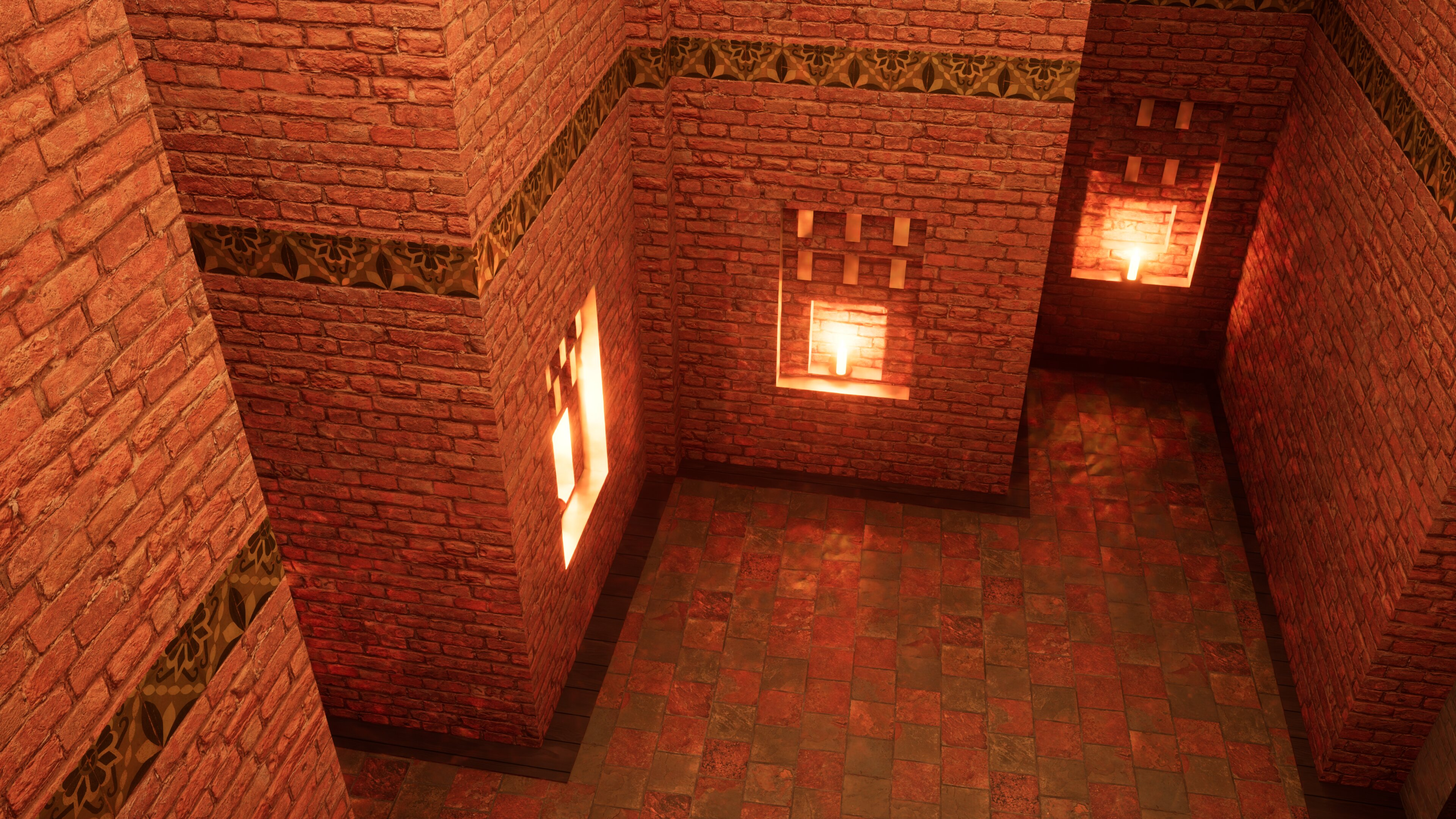

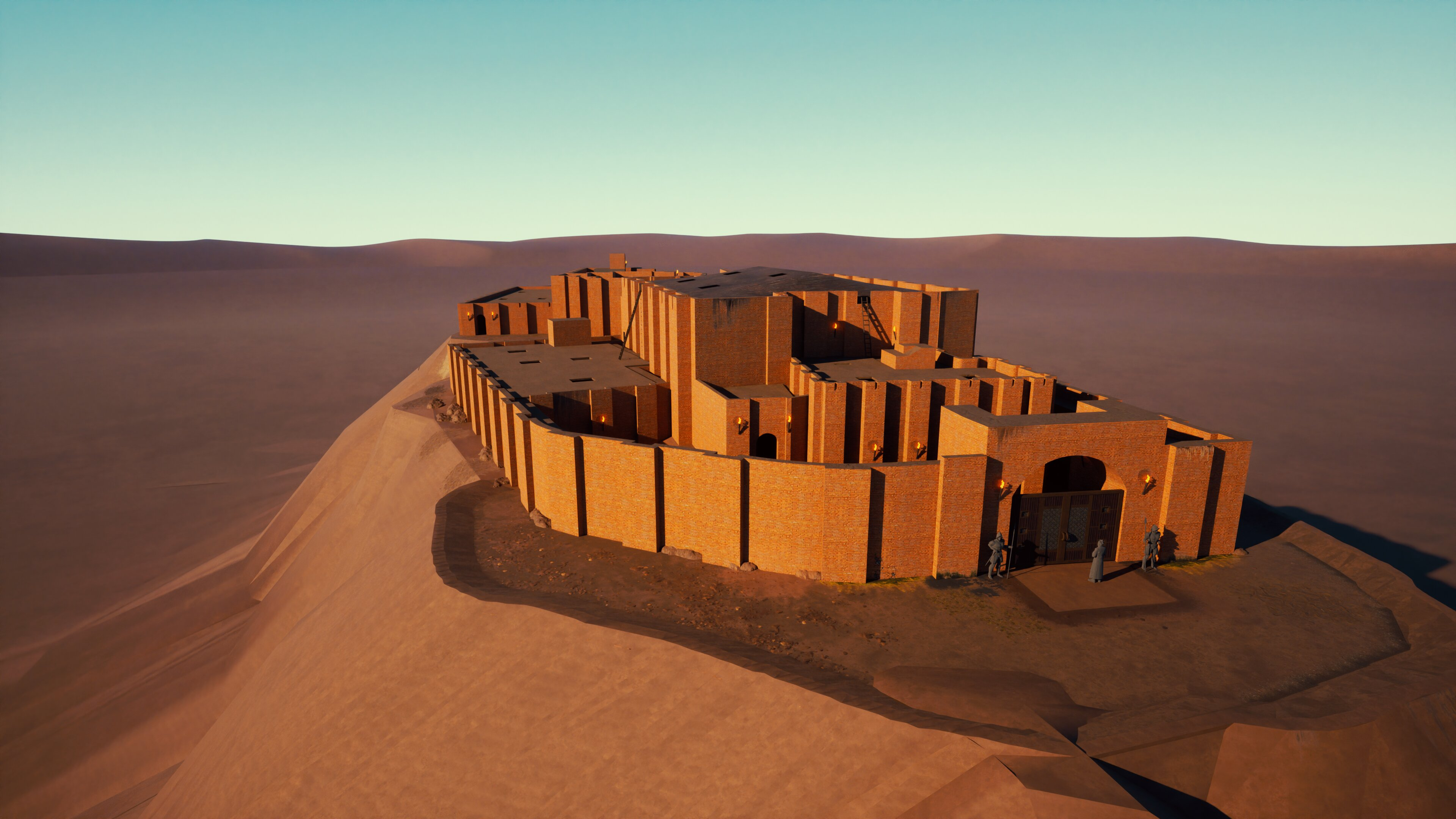

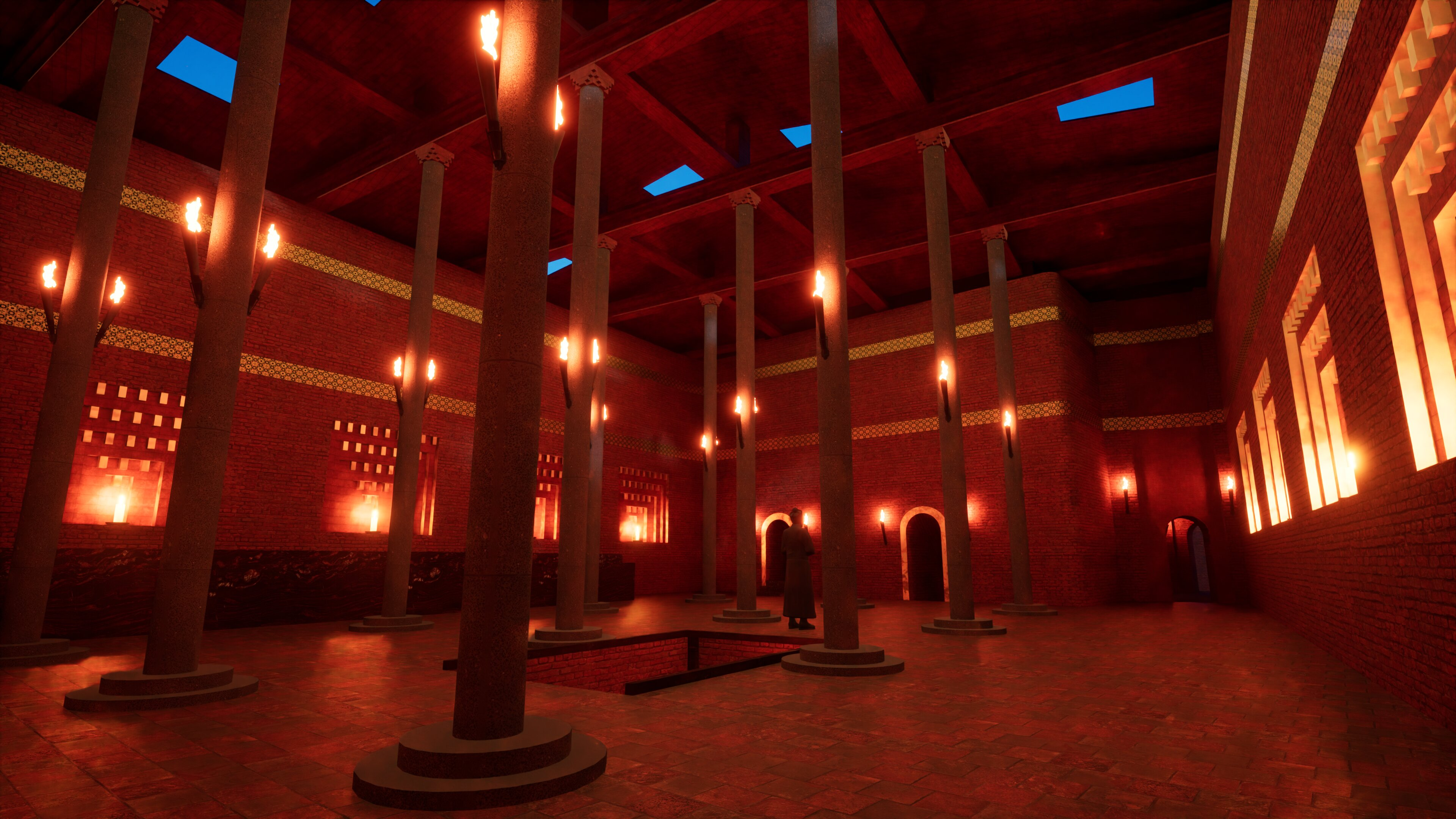

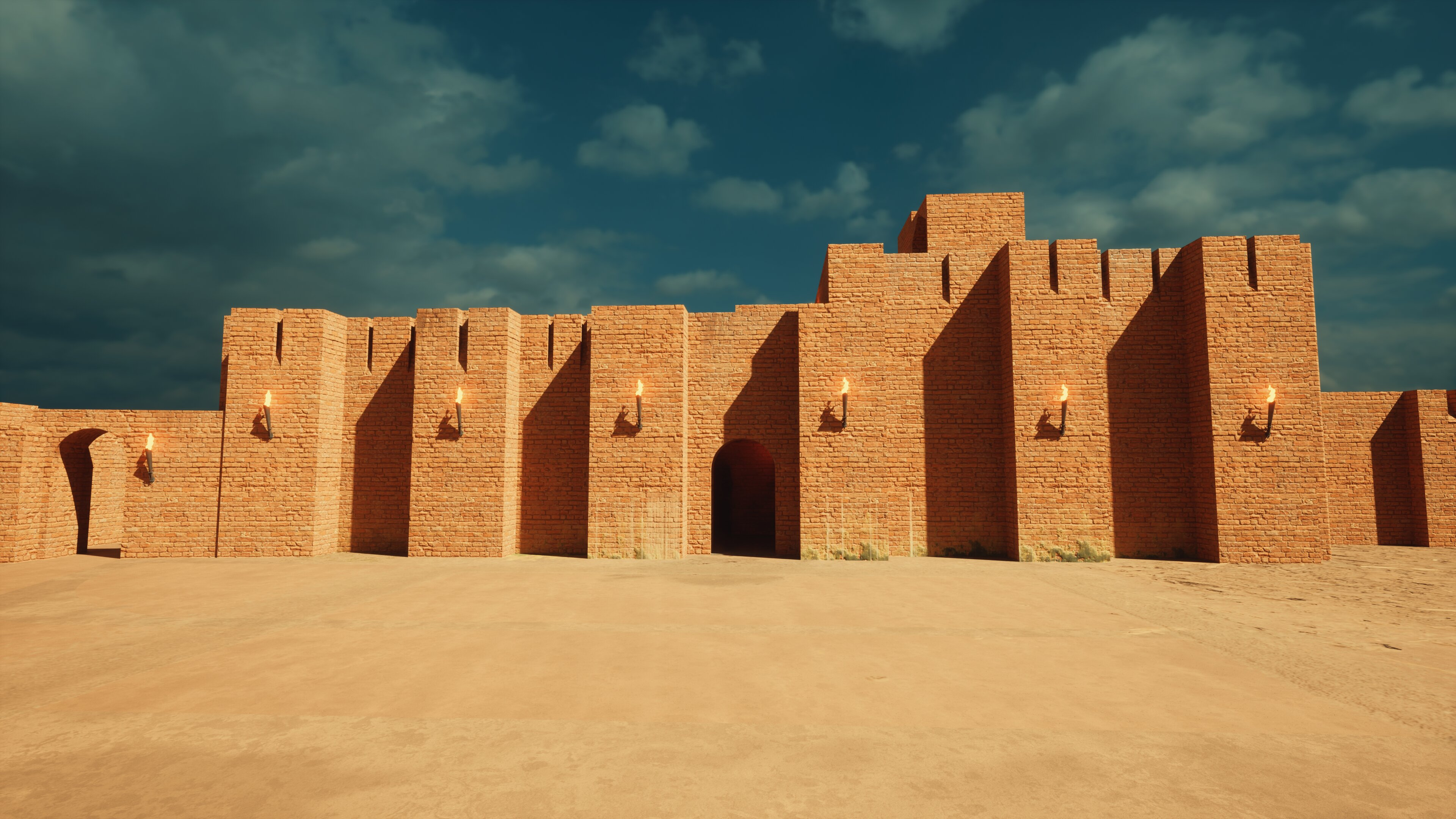

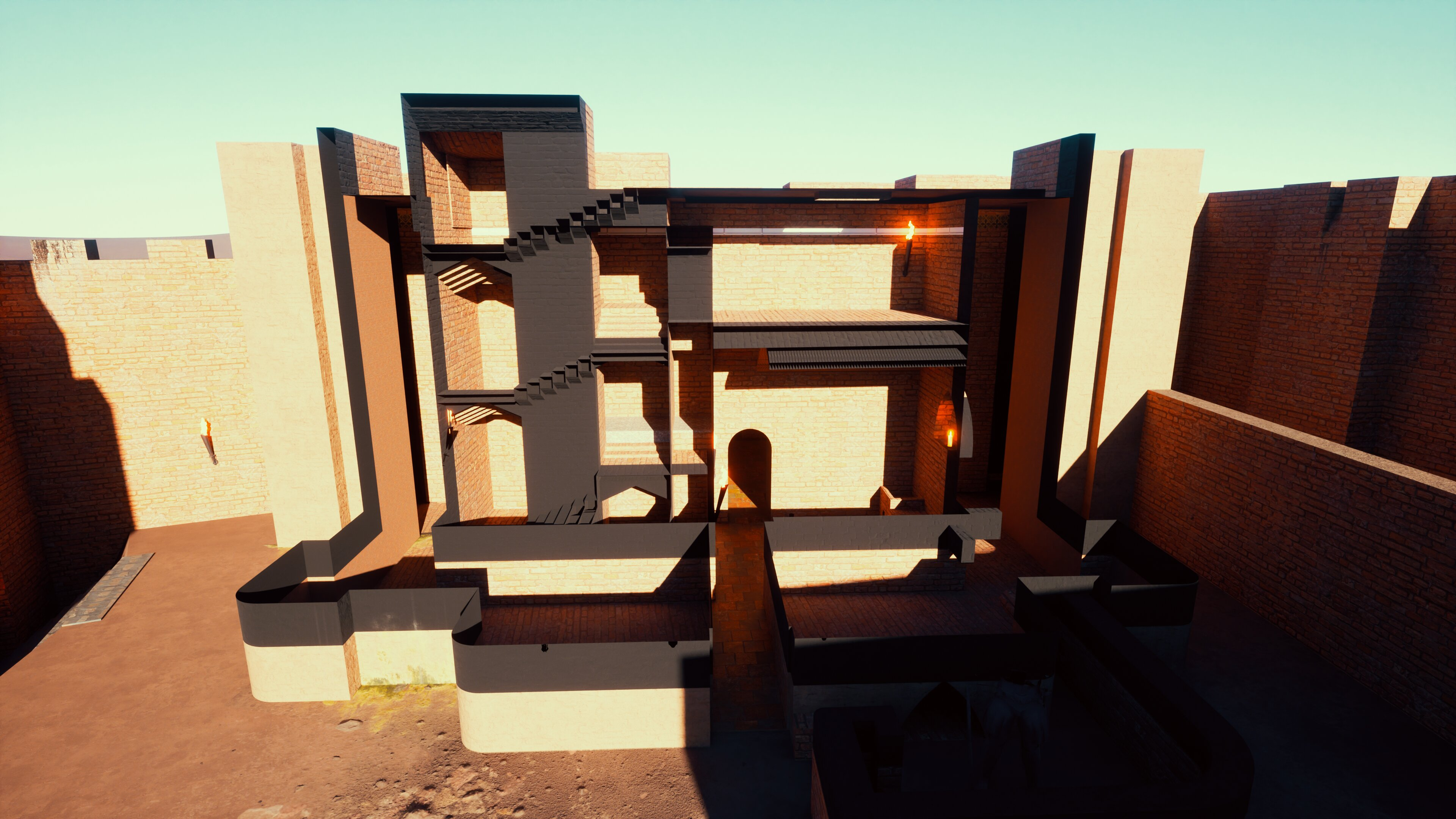

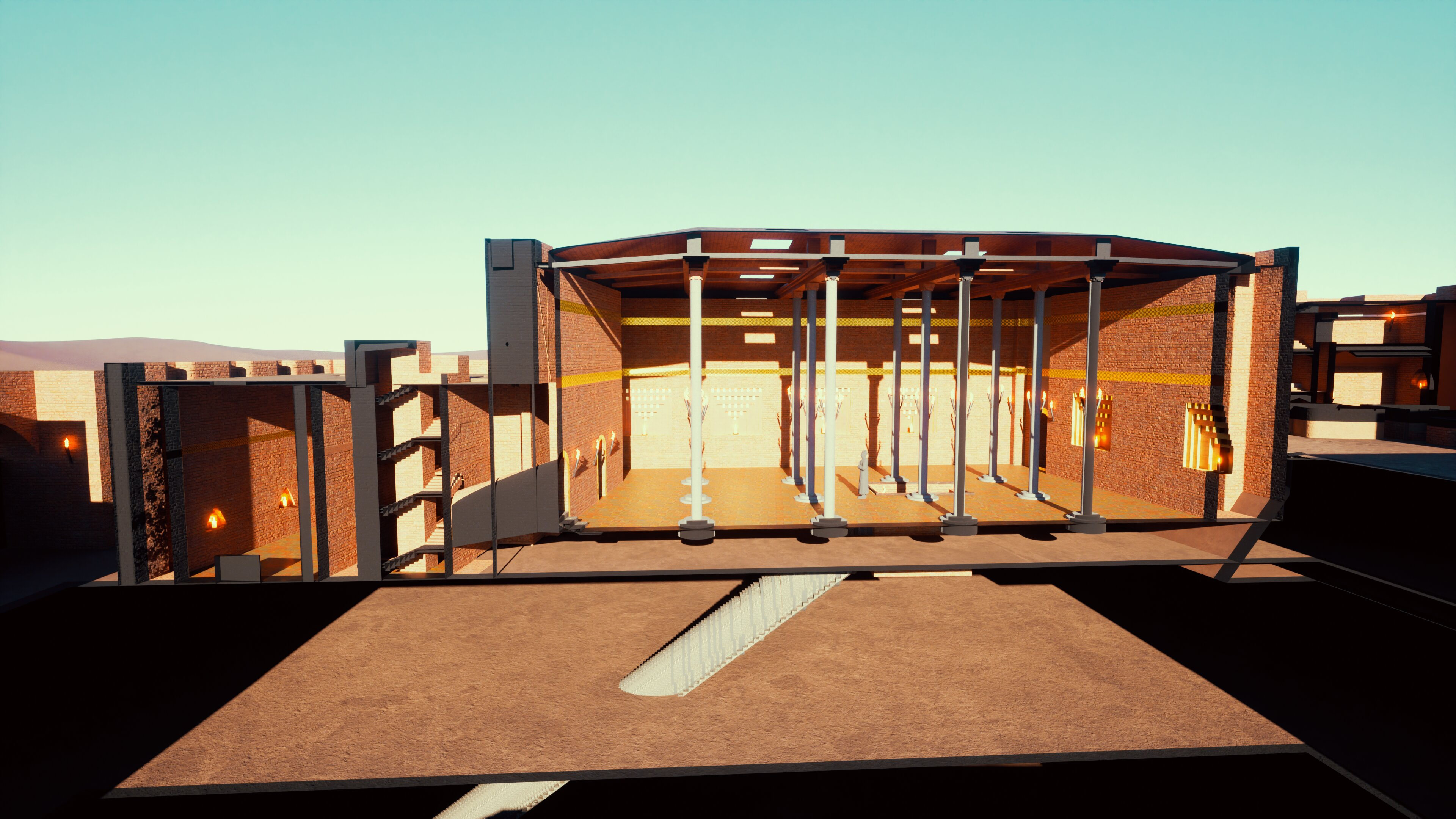